# Musa (álbum de Ivy Queen)
Musa es el séptimo álbum de estudio de la cantante puertorriqueña Ivy Queen, publicado el 21 de agosto de 2012 a través del sello Siente Music.

## Antecedentes
Musa fue considerado como un comeback de la cantante, después de dos años de ausencia y de haber lanzado Drama Queen en 2010. Queen decidió trabajar en nuevo álbum musical, destacando en este un nuevo ritmo en su carrera musical y explorando una combinación de ritmos caribeños como la cumbia, el vallenato, la bachata y el hip-hop.

## Sencillos
El primer sencillo del álbum fue «Peligro De Extinción» que fue lanzado simplemente como un sencillo el 24 de marzo.

## Videos musicales
Debido a su éxito posteriormente se lanzó un video poco conocido el 17 de agosto de 2012, este fue removido del canal de la artista por el sello Siente Music y actualmente es difícil de encontrar.

## Lista de canciones
| #  | Título               | Artista Invitado(s) | Duración |
| -- | -------------------- | ------------------- | -------- |
| 1  | Intro                |                     | 1:11     |
| 2  | No Hay!!!            |                     | 3:36     |
| 3  | Peligro De Extinción |                     | 3:21     |
| 4  | Como Bailo Yo        |                     | 2:46     |
| 5  | A Donde Va           |                     | 3:44     |
| 6  | La "Killer"          |                     | 3:39     |
| 7  | Cuando Las Mujeres   |                     | 3:24     |
| 8  | Cupido               |                     | 3:32     |
| 9  | Caminando X La Vida  |                     | 3:32     |
| 10 | I'm Real G           | Ñengo Flow          | 3:43     |